# Gandalf (musikgrupp)
Gandalf var ett svenskt rockband bildat i Uppsala 1976. Musiken de spelade var åt det symfoniska rockhållet, medan texterna mer låg åt progghållet, med låttitlar som Miljöförstöring, Betygsterror och Plastisk Svensson. 
Gandalf gav 1977 ut en LP-skiva på egen etikett (Gandalf skivproduktion 077-1) i 500 ex efter att kommunistiska Oktoberförlaget nobbat utgivningen med motiveringen att låten Plastisk Svensson var anti-arbetarklass. Skivan har på grund av sin lilla upplaga blivit ett åtråvärt samlarobjekt och inbringar ofta över 1000 kronor vid försäljning.
Drivande i bandet var Johan von Feilitzen, som sen var med och bildade bandet Hansa Band.
Medlemmar: 
- Johan von Feilitzen, gitarr, sång, piano
- Mats Ågren, gitarr, sång, piano
- Per Åke Persson, trummor
- Lars Linell, basgitarr
- Michael Schlömer, tvärflöjt